# Ніколас Джорджеску-Реґен
Ніколас Джорджеску-Реґен (рум. Nicholas Georgescu-Roegen), ім'я при народженні Ніколас Джорджеску (рум. Nicolae Georgescu, нар. 4 лютого 1906 в Констанці, Румунія – пом. 30 жовтня 1994 у Нешвілі, США) — румунський математик, статистик та економіст. Найбільше відомий завдяки своїй праці 1971 року "Закон ентропії та економічний процес" (The Entropy Law and the Economic Process), у якій він стверджував, що всі природні ресурси необоротно деградують, коли їх використовують у господарській діяльності. Праця Джорджеску-Реґена зіграла вирішальну роль для утвердження екологічної економіки як самостійної академічної субдисципліни в економіці.
Навчався в Бухарестському і Паризькому університетах. Викладав у Бухаресті; в 1948 році емігрував до США, де працював в Університеті Вандербільта (Нешвіл). Входить до списку "ста великих економістів після Кейнса", за версією Марка Блауґа. На честь вченого Південна економічна асоціація з 1987 року вручає Премію Джорджеску-Реґена.